# Record (Fernsehnetzwerk)

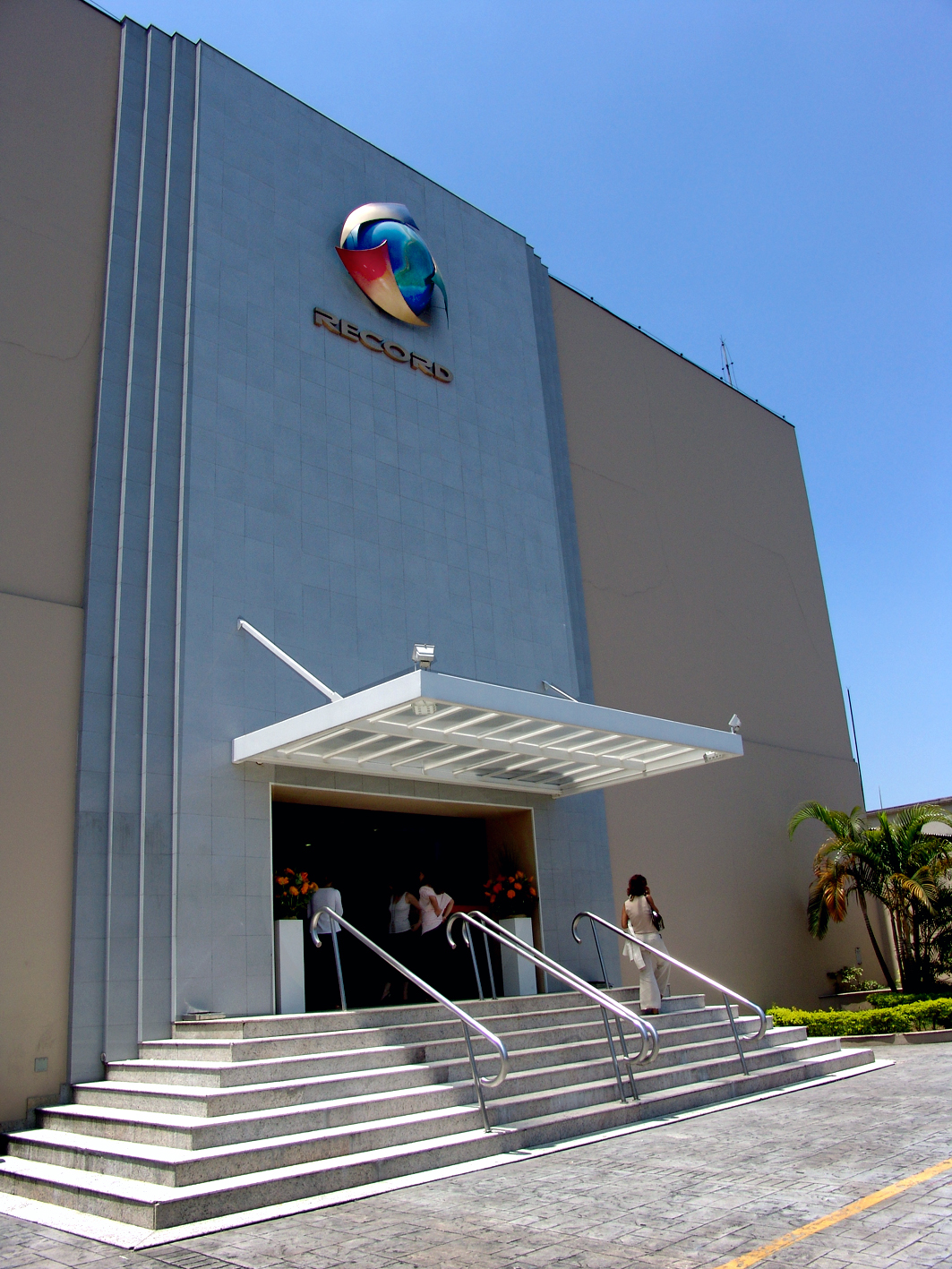
Hauptsitz von Record in São Paulo

Record ist ein großes brasilianisches Rundfunk- und Sendernetzwerk, das am 17. September 1953 von dem Rechtsanwalt und Geschäftsmann Paulo Machado de Carvalho in São Paulo gegründet wurde. Der Hauptsitz des Fernsehsenders befindet sich in der Nähe der Avenida Marginal Tieté im Stadtteil Barra Funda in São Paulo.

## Geschichte
Rede Record ist die älteste Radio- und Fernsehanstalt Brasiliens. Sie gehörte zur Gruppe Silvio Santos und wurde 1989 für 45 Millionen US-Dollar an Edir Macedo Bezerra verkauft. Macedo ist Besitzer, Gründer und Bischof der Pfingstkirche Igreja Universal do Reino de Deus. Er gründete seine Gemeinde 1977 in einem ehemaligen Beerdigungsinstitut in Rio de Janeiro. Heute untersteht ihm ein Imperium von Radio- und Fernsehsendern, sowie über 1.000 Kirchen. Seine Gemeinden haben mehrere Millionen Anhänger. TV Record war 2011 das fünftgrößte TV-Network in Brasilien.

## Programm
Ehemals war TV Record ein relativ unbedeutender Sender, der versuchte, Fernsehformate, die sich bei anderen Sendern als erfolgreich erwiesen hatten, zu kopieren. Inzwischen bilden jedoch pfingstlerische Sendungen das Hauptprogramm. In der restlichen Sendezeit, vor allem abends, werden Telenovelas und Shoppingsendungen gezeigt. Am Wochenende und spät abends setzt TV Record vermehrt auf Spielfilme.
Das Programm von TV Record wird in Europa in mehrere Kabelnetze eingespeist sowie in verschiedene Länder Afrikas per Satellit übertragen. Das brasilienlastige Fernsehprogramm vermittelt vor allem die Kultur und Lebensweise Brasiliens und übt beträchtlichen kulturellen Einfluss unter anderem in Afrika aus. Dies ruft zunehmend Protest hervor. Erfolgreiche Shows wie „O Melhor do Brasil“, „Domingo espectular“, „Tudo é Possível“ und das „Jornal da Record“ sind die Markenzeichen des Senders.
Die Programmgestalter versuchen vor allem in den aufstrebenden portugiesischsprachigen afrikanischen Staaten Angola, Mosambik, Kap Verde und Guinea-Bissau, durch ein unkritisches, vor allem auf brasilianischen Telenovelas und pfingstlerischen Sendungen der Igreja Universal do Reino de Deus basierendes Programm zu unterhalten. Während Telenovelas bei vielen jungen Afrikanern, etwa in Angola sowie in Mosambik mit TV Miramar, sehr beliebt sind, ist die zunehmend zu beobachtende „Brasilianisierung“ dieser Staaten eine Realität, die Kritik hervorruft.